# Zwart kaardertje
Het zwart kaardertje (Brigittea latens) is een spinnensoort uit de familie van de kaardertjes (Dictynidae). De wetenschappelijke naam van de soort werd, als Aranea latens, in 1775 gepubliceerd door Johann Christian Fabricius. De soort komt voor van Europa tot Centraal-Azië.